# Prospero Morando
Prospero Morando (1899) è stato un calciatore italiano.

## Carriera
Dopo aver militato nella Juventus Spezzina viene ingaggiato dallo Spezia nel 1920 ed in bianconero disputa 10 partite in Prima Categoria nella stagione 1920-1921, segnando anche un gol. L'anno seguente gioca invece 9 partite, nel corso delle quali mette anche a segno 2 reti; nella stagione 1922-1923 gioca invece 3 partite senza mai segnare.